# Bahía de Narva
La bahía del Narva (en estonio: Narva laht, en ruso: Нарвский залив), también golfo del Narva o estuario del Narva, es una amplia bahía localizada en la ribera meridional del golfo de Finlandia. Administrativamente, la parte oriental de la costa pertenece al óblast de Leningrado de la Federación de Rusia y la parte occidental, a Estonia.
La península Kurgalsky la separa, al este, de la bahía de Luga. La bahía tiene unos 40 kilómetros de largo y 90 kilómetros de ancho en su boca. La costa oriental es baja y arenosa, mientras que la costa sur es bastante empinada. La bahía está cubierta por el hielo desde diciembre hasta marzo. El río Narva desemboca en la bahía cerca del pueblo estonio de Narva-Jõesuu, que significa literalmente «estuario del Narva» ( 2,602 hab. en 2010).